# Lost Continent
Lost Continent – amerykański film przygodowy z 1951 roku w reżyserii Sama Newfielda i produkcji jego brata Sigmunda Neufelda.
Jest to pierwszy film lat 50. XX wieku, w którym dinozaury ukazano za pomocą animacji poklatkowej.

## Fabuła
Major Joe Nolan zostaje szefem wyprawy na Południowy Pacyfik, której celem jest odzyskanie zaginionej rakiety o napędzie atomowym i odzyskania ważnych danych naukowych zarejestrowanych na pokładzie. Zrekrutowano również jego kolegę i pilota, porucznika Danny’ego Wilsona oraz mechanika lotniczego sierżanta Williego Tatlowa. Wyprawa obejmuje trzech naukowców, którzy pomogli zbudować rakietę – Michaela Rostova, Roberta Phillipsa i Stanleya Briggsa. Ich samolot transportowy w tajemniczy sposób rozbija się na tropikalnej wyspie w rejonie, w którym rakieta zaginęła na radarze. Na wyspie pozostało tylko dwóch mieszkańców, tubylcza kobieta i jej młodszy brat. Kobieta wyjaśnia, że ognisty ptak spadł z nieba na świętą górę, co rozgniewało mieszkających tam bogów. Spowodowało to chwilowe trzęsienie ziemi i reszta ludności opuściła w popłochu wyspę.
Członkowie ekspedycji domyślają, że ognisty ptak to zaginiona rakieta. Kobieta prowadzi ich pod przerażający, spowity chmurami płaskowyż dominujący nad częścią wyspy, ale odmawia uczestnictwa w wyprawie ostrzegając, że nikt nie wraca żywy z płaskowyżu. Mimo to ekspedycja wspina się na płaskowyż. Warunki są coraz bardziej nieprzyjemne ze względu na wydobywający się żrący gaz i rozrzedzone powietrze. Nocą, po rozbiciu obozowiska Rostov dostrzega podobnego do jaszczurki potwora, jednak nikt mu nie wierzy. Następnego dnia Briggs ginie przypadkowo na stromym podejściu na skarpę, mimo prób pomocy ze strony Rostova. Po długiej wspinaczce na szczycie płaskowyżu wyprawa odkrywa bujną dżunglę. Phillips wykazuje, że porastają tu dawno wymarłe prehistoryczne rośliny.
Nolan jest przekonany, że Rostov ma złe zamiary i celowo nie uratował Briggsa podczas wspinaczki. Dżungla zawiera w sobie duże pole uranu, co spowodowało wyłączenie elektronicznego sprzętu namierzającego. W trakcie szukania wraku rakiety wyprawa natrafia się na brontozaura atakującego Phillipsa, gdy ten ucieka na palmę. Nolan i Wilson otwierają ogień, ale gruba skóra dinozaura pochłania kule z niewielkim efektem. Rankiem Nolan się budzi i widzi brak naukowców. Noga Phillipsa utyka w dużej szczelinie skalnej. Nolan oskarża Rostova o celowe zorganizowanie wypadku, ale Rostov twierdzi, że pomagał Phillipsowi. Niespodziewanie pojawia się triceratops, który jednak zamiast ludzi atakuje innego triceratopsa i oba dinozaury walczą na śmierć i życie.

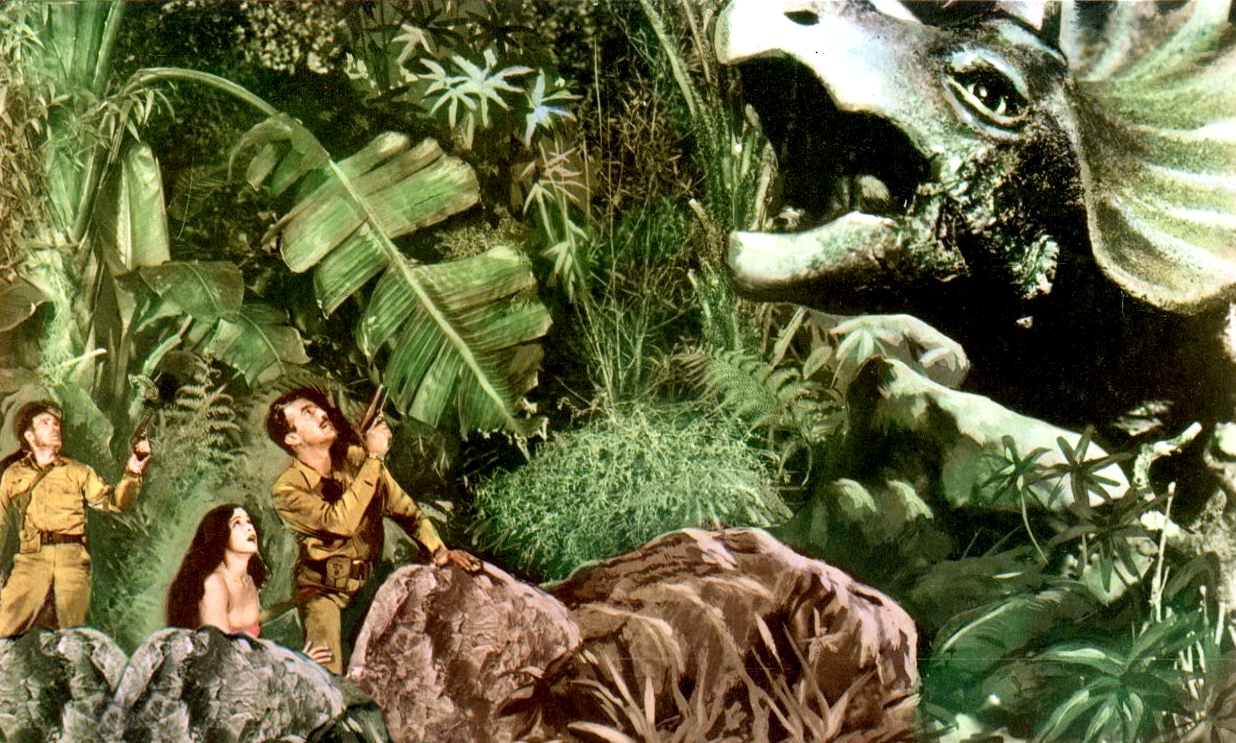
Fotos z filmu przedstawiający atak triceratopsa na członków wyprawy.

Phillips wyjaśnia, że chciał zrobić dokumentację fotograficzną, a Rostov jako jego przyjaciel nie chciał, żeby stała mu się krzywda. Nolan przeprasza Rostova za swe podejrzenia. Rostov okazuje się Rosjaninem, który był więźniem w niemieckim nazistowskim obozie koncentracyjnym, a w innym zginęła jego ciężarna żona. Od tego czasu przestał wierzyć w swój kraj. Po bezowocnych poszukiwaniach rakiety Wilson wyraża swą frustrację z powodu kończących się zapasów i amunicji. Później strzela do pterodaktyla jako pożywienie w pobliżu miejsca lądowania rakiety. Grupa wkrótce odkrywa, że rakieta otaczają brontozaur i para triceratopsów, ale Nolan opracowuje strategię, używając broni, która odstrasza dinozaury.
Rostov i Phillips pobierają potrzebne dane z rakiety. W tym samym czasie, odwrócony plecami Tatlow zostaje zabity przez wściekłego triceratopsa. Po pochowaniu go reszta schodzi z płaskowyżu. Rozpoczynają się gwałtowne wstrząsy i zespół pospiesznie schodzi ze płaskowyżu na równinę wyspy. Członkowie wyprawy uciekają z wyspy, używając tubylczej łodzi. Obserwują z bezpiecznej odległości, jak wyspa jest najpierw wstrząsana przez bardziej gwałtowne trzęsienie ziemi, po którym następuje katastrofalna erupcja niegdyś uśpionego wulkanu, który ostatecznie niszczy wszystko.
Materiał źródłowy:

## Obsada
- Cesar Romero jako mjr. Joe Nolan
- Chick Chandler jako por. Danny Wilson
- John Hoyt jako Michael Rostov
- Hugh Beaumont jako Robert Phillips
- Sid Melton jako sierż. William „Willie” Tatlow
- Whit Bissell jako Stanley Briggs
- Acquanetta jako tubylcza kobieta
- Hillary Brooke jako Marla Stevens
- Murray Alper jako sierżant policji lotniczej

## Produkcja
Lost Continent powstał na bazie niezrealizowanego finału filmu Rocketship X-M (1950), w którym miały pojawić się dinozaury. Producent filmu, Robert L. Lippert uznał pomysł za godny wykorzystania.
Czarno-biały materiał filmowy dziejący się w prehistorycznej skarpy został zabarwiony na zielony kolor na wszystkich kinowych negatywach. Amerykański krytyk filmowy Bill Warren uważał, że zabieg ten miał na celu ukrycie niedoróbek efektów poklatkowych. Za animację lalkową odpowiadał Edward Nassour.
Zdjęcia nakręcono w zaledwie 11 dni od 13 kwietnia do końca kwietnia 1951 roku w Goldwyn Studios.

## Odbiór
Lost Continent spotkał się z mieszanymi recenzjami ze wskazaniem na negatywne. „The Hollywood Reporter” dostrzegł „pełno dreszczyku i luzu umieszczających solidnie film w rytmie naukowego fantasy”. „Daily Variety” napisał, że nie jest wystarczająco rozrywkowy na dłuższą metę, ale sprawdza się jako chwilowy angaż. „The Monthly Film Bulletin” określił film jako „niedorzeczną historię pokroju paska komiksowego”.
Bill Warren w książce Keep Watching the Skies! American Science Fiction Movies of the Fifties (1982) skrytykował scenariusz oraz słabą jakość efektów specjalnych: „Kiedy pierwszy raz widziałem Lost Continent w 1951 roku, w podwójnym seansie ze wznowionym Mighty Joe Young (1949), wiedziałem, że dinozaury były w rozrywkowy sposób sztuczne, zaś Joego, goryla w drugim filmie, brałem za żywe zwierzę, mimo że później się dowiedziałem, że również został wykonany w stopklatce”. Przyznał jednak, że to jeden z tych filmów, które nie są w żaden sposób dobre, ale również nie są na tyle złe, by je znienawidzić.
Lost Continent pojawił się w ramach programu telewizyjnego Mystery Science Theatre 3000, wyśmiewającego słabe produkcje filmowe. W segmencie gospodarza Michael J. Nelson wcielił się w aktora Hugh Beaumonta jako członka Czterech Jeźdźców Apokalipsy.